# Reeves-Halbinsel
Die Reeves-Halbinsel ist eine verschneite Halbinsel an der Saunders-Küste des westantarktischen Marie-Byrd-Lands. Sie liegt an der Nordseite der Edward-VII-Halbinsel und erstreckt sich zwischen den Mündungen des Dalton- und des Gerry-Gletschers in die Sulzberger Bay.
Teilnehmer der ersten Antarktisexpedition (1928–1930) des US-amerikanischen Polarforschers Richard Evelyn Byrd erkundeten dieses Gebiet aus der Luft und kartierten es grob. Der United States Geological Survey kartierte die Halbinsel anhand eigener Vermessungen und Luftaufnahmen der United States Navy aus den Jahren von 1959 bis 1965. Das Advisory Committee on Antarctic Names benannte sie 1970 auf Vorschlag Byrds nach dem US-amerikanischen Unternehmer John M. Reeves (1887–1976), der den beiden ersten von Byrds Antarktisexpeditionen (1928–1930 und 1933–1935) witterungsbeständige Bekleidung zur Verfügung gestellt hatte.